# Zeit zu leben (2012)
Zeit zu leben (Originaltitel: People Like Us) ist ein US-amerikanisches Filmdrama von Alex Kurtzman aus dem Jahr 2012. Der Film lief am 18. Oktober 2012 in den deutschen Kinos an.

## Handlung
Sam Harper, ein unermüdlicher Händler aus New York City, ist in Schwierigkeiten, nachdem er mit einem seiner Geschäfte das Gesetz übertreten hat und die Bundeshandelskommission ihm mit einer Untersuchung droht. Sams Vorgesetzter drängt ihn deshalb, einen Bundesbeamten auf eigene Kosten zu bestechen. Als Sam wieder nach Hause zurückkehrt, erfährt er von seiner Freundin Hannah, dass Jerry, sein ihm entfremdeter Vater und Schallplattenproduzent in Los Angeles an Krebs gestorben sei. Sam will nicht an der Beerdigung teilnehmen, aber Hannah besteht darauf. Nach der Beerdigung fliegen sie zurück in ihre Heimatstadt, zu Jerrys Haus. Das Wiedersehen mit seiner Mutter Lillian (Michelle Pfeiffer) verläuft angespannt.
Später trifft Sam den Anwalt und Freund seines Vaters, der ihm mitteilt, dass Jerry ihm kein Geld hinterlassen hat. Allerdings gibt er ihm ein Rasieretui, in dem 150.000 US-Dollar versteckt sind. Darin befindet sich eine Nachricht mit dem Vermerk, dass das Geld einem gewissen Josh Davis zustehe.
Besagter Josh entpuppt sich als ein zerstreuter elfjähriger Junge. Seine alleinstehende Mutter Frankie Davis ist eine trockene Alkoholikerin und Barkeeperin. Sam folgt Frankie heimlich zu einem Treffen der anonymen Alkoholiker, wo sie sich als Jerrys nicht eheliche Tochter erklärt. Sam begreift nun, dass Frankie seine väterliche Halbschwester und Josh sein Neffe ist. Sam erzählt diese Neuigkeit sofort Hannah und überlegt, das gefundene Geld für sich zu behalten. Hannah ist darüber derart empört, dass sie sofort nach New York zurückkehrt und Sam bei Lillian zurücklässt.
Sam stellt sich Frankie als Alkoholiker aus New York vor und erhält schnell Zugang zu ihrem Privatleben und hilft Josh mit Ratschlägen und Ermutigungen. So kommt er auch Frankie näher. Er erfährt, dass Jerry Frankie und deren Mutter jeden Sonntag besuchen kam und dass sie niemals seine „wirkliche“ Frau und ihren Sohn kennengelernt hat. Während Sam, Frankie und Josh immer weiter zusammenwachsen, grübelt Sam über die Situation nach, was er mit dem Bundesbeamten und den Schwierigkeiten unternehmen könne. Frankie möchte nicht, dass sich Sam weiterhin um Josh bemüht, da sie befürchtet, er würde ihn bald aufgeben und zurück nach New York kehren. Sam entscheidet sich schließlich, die Familie zu verlassen, kehrt jedoch noch einmal zurück, um Josh ein letztes Mal von der Schule abzuholen, nachdem er am Flughafen von Frankie angerufen wurde, die ihm erzählt, dass Josh in eine Prügelei verwickelt war.
Nachdem Frankie an diesem Abend sieht, wie Sam Josh ins Bett bringt, bittet Frankie ihn, doch zu bleiben. Sam gibt nun seine eigentliche Identität preis, worauf Frankie ihn wütend aus der Wohnung wirft. Später muss Lillian aufgrund eines Herzleidens ins Krankenhaus. Im Krankenhaus treffen sich Hannah und Sam wieder und versöhnen sich. Einige Zeit später erhält Frankie Jerrys Erbe. Sie nutzt das Geld, um sich an einem College einzuschreiben und zieht mit Josh in einen Vorort nahe der Schule. Sie gibt ihren Job auf und bricht jeglichen Kontakt mit Sam ab.
Nachdem Lillian aus dem Krankenhaus entlassen wurde, klärt sie Sam über die Familiensituation auf. Eines Tages findet Josh, dem es schwerfällt, ohne Sam sein Leben zu organisieren, Lilians Adresse heraus. Als Sam Frankie besucht, ist sie immer noch verärgert. Er bittet sie um Vergebung und um eine Chance, ihn als Bruder zu akzeptieren. Er zeigt ihr einen alten Film, den Jerry vom jungen Sam im Sandkasten drehte. Der Film zeigt, wie ein kleines Mädchen mit Sam spielt. Es ist Frankie. Jetzt versteht sie, dass Jerry sie regelmäßig mit Sam zusammengebracht hat, damit beide gemeinsam spielen können und dass Jerry beide Kinder geliebt hat.

## Hintergrund
Zeit zu leben wurde am 2. Oktober 2012 auf DVD, Blu-ray und als Download veröffentlicht. Der Film wurde in zwei verschiedenen Paketen produziert: als 2-DVDs-Combo-Pack und als Disc allein. Alex Kurtzman hatte mit diesem Film sein Regiedebüt.

## Rezeption
Der Film erhielt gemischte Bewertungen. Bei Rotten Tomatoes hält der Film eine Wertung von 53 Prozent, basierend auf 120 Bewertungen. Auf Metacritic erhielt Zeit zu leben einen Metascore von 49/100.